# Cagle Peaks
Die Cagle Peaks sind eine Gruppe spitzer Gipfel im westantarktischen Ellsworthland. Im Ellsworthgebirge überragen sie das südliche Ende des White Escarpment am westlichen Rand der Heritage Range im Ellsworthgebirge.
Ihren Namen erhielten die Cagle Peaks von einer geologischen Expedition der University of Minnesota, die dieses Gebiet im antarktischen Sommer 1963/64 erkundete. Namensgeber ist Major Paul Marvin Cagle (1917–1998), der kommandierende Offizier und Pilot der Hubschrauber-Einheit, von der die Expedition vor Ort unterstützt wurde.